# 全球青年领袖会议

全球青年领袖会议（Global Young Leaders Conference），一个由国会青年领袖理事会（Congressional Youth Leadership Council）策划组织的未来领袖培养项目。它将来自全球的16到18岁之间的青年人聚集到一起，来培养他们能够拥有在全球语境中的关键领导技能。
学生们将有机会与一些世界顶尖的商界领袖、政治官员、记者、外交官和学者来学习和探讨各自的想法。
这个项目将会在每年的夏季于如下地点举办，为期12天:
- 美国 (华盛顿和纽约)
- 欧洲 (维也纳,布达佩斯和布拉格)
- 中国 (北京,上海和杭州)

## 话题
- 国际关系
- 外交
- 法律
- 人权
- 和平与安全
- 经济
- 联合国的作用

## 加入
首先需要获得学校或者朋友的提名来成为全球青年领袖会议国际学生，并在截止日期前通过在线注册或邮寄申请表格来正式加入。学费可通过信用卡或电汇来支付。